# Багаевское сельское поселение (Татарстан)
Багаевское сельское поселение — муниципальное образование в Кайбицком районе Татарстана.
Образовано в соответствии с законом Республики Татарстан от 31 января 2005 г. № 25-ЗРТ «Об установлении границ территорий и статусе муниципального образования „Кайбицкий муниципальный район и муниципальных образований в его составе“ (с изменениями от 29 декабря 2008 г.)».
Адрес администрации: 422332, Республика Татарстан, Кайбицкий район, с. Багаево.
Багаевское сельское поселение граничит с Большекайбицким, Бурундуковским, Надеждинским, Ульянковским сельскими поселениями Кайбицкого района и Зеленодольским муниципальным районом.

## Населённые пункты
В состав поселения входит 4 населённых пункта:
- село Багаево
- село Арасланово
- деревня Кулабердино
- деревня Салтыганово

## Население
| 2010 | 2011 | 2012 | 2013 | 2014 | 2015 | 2016 |
| ---- | ---- | ---- | ---- | ---- | ---- | ---- |
| 692  | ↘691 | ↗695 | ↗699 | ↘690 | ↘681 | ↘675 |
| 2017 | 2018 |      |      |      |      |      |
| ↘663 | ↘645 |      |      |      |      |      |